# Phanaeus hermes
Phanaeus hermes är en skalbaggsart som beskrevs av Edgar von Harold 1868. Phanaeus hermes ingår i släktet Phanaeus och familjen bladhorningar. Inga underarter finns listade i Catalogue of Life.